# Polnischer Fußball-Supercup

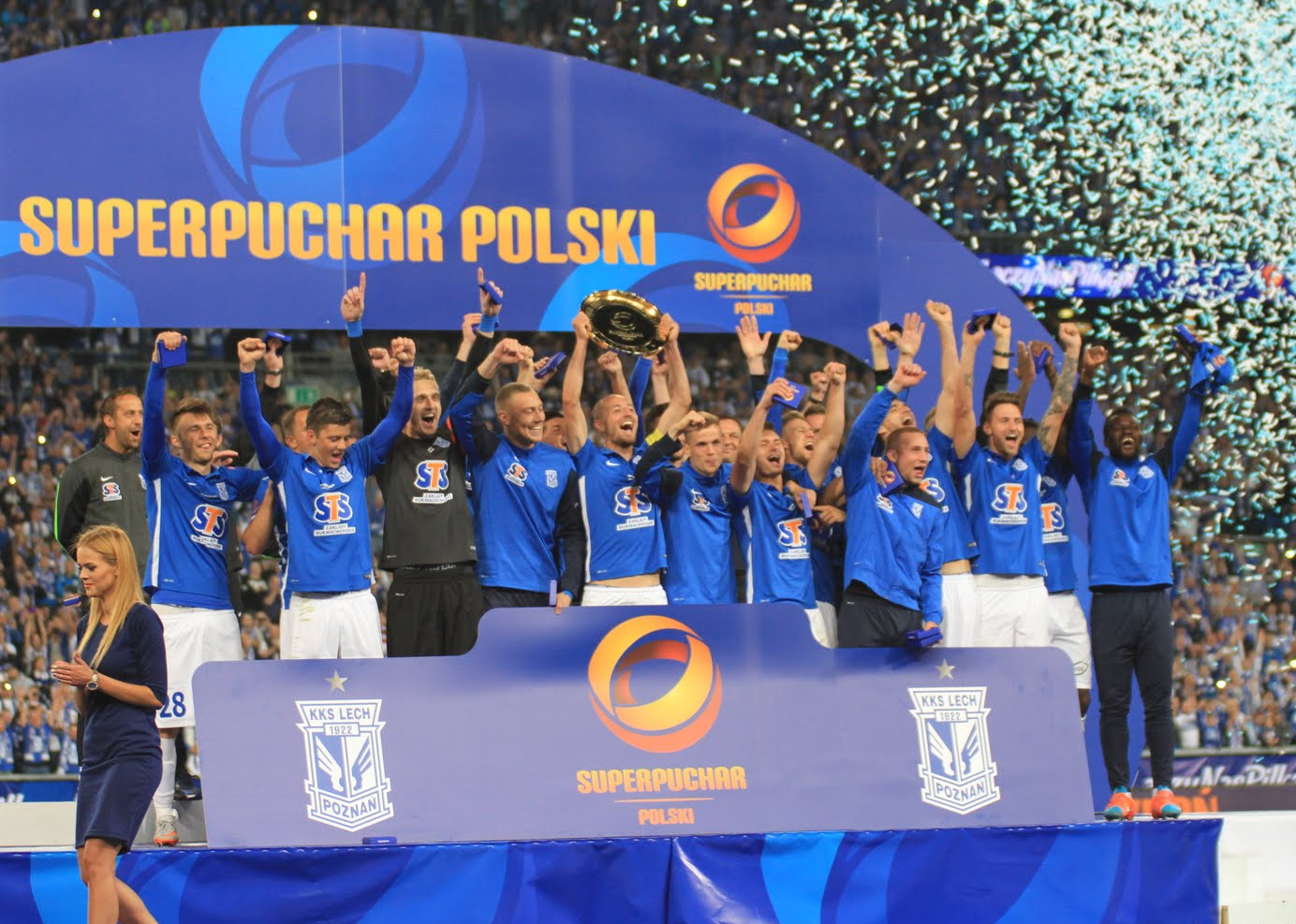
Polnischer Fußball-Supercup (2015): Lech Posen.

Der Polnische Fußball-Supercup (poln.: Superpuchar Polski) wird seit 1983 jährlich in einem Spiel zwischen dem Meister der Ekstraklasa und dem Gewinner des polnischen Pokals ausgespielt.
Hat eine Mannschaft in einer Saison das Double aus Meisterschaft und Pokal gewonnen, wird der Superpuchar (seit 2006: Superpuchar Ekstraklasy) gegen den unterlegenen Pokalfinalisten ausgespielt. Im Jahr 2007 standen mit Zagłębie Lubin und GKS Bełchatów erstmals der polnische Meister und der Vizemeister im Spiel um den Superpuchar.

## Die Spiele im Überblick
| Jahr | Spielort                                   | Meister                                    | Ergebnis                                   | Pokalsieger                                |                                            |
| ---- | ------------------------------------------ | ------------------------------------------ | ------------------------------------------ | ------------------------------------------ | ------------------------------------------ |
| 1983 | Gdańsk                                     | Lech Posen                                 | 0:1                                        | Lechia Gdańsk                              |                                            |
| 1984 | nicht ausgetragen                          | nicht ausgetragen                          | nicht ausgetragen                          | nicht ausgetragen                          | nicht ausgetragen                          |
| 1985 | nicht ausgetragen                          | nicht ausgetragen                          | nicht ausgetragen                          | nicht ausgetragen                          | nicht ausgetragen                          |
| 1986 | nicht ausgetragen                          | nicht ausgetragen                          | nicht ausgetragen                          | nicht ausgetragen                          | nicht ausgetragen                          |
| 1987 | Białystok                                  | Górnik Zabrze                              | 0:2                                        | Śląsk Wrocław                              |                                            |
| 1988 | Piotrków Trybunalski                       | Górnik Zabrze                              | 2:1                                        | Lech Posen                                 |                                            |
| 1989 | Zamość                                     | Ruch Chorzów                               | 0:3                                        | Legia Warschau                             |                                            |
| 1990 | Bydgoszcz                                  | Lech Posen                                 | 3:1                                        | Legia Warschau                             |                                            |
| 1991 | Włocławek                                  | Zagłębie Lubin                             | 1:1, 2:3 i. E.                             | GKS Katowice                               |                                            |
| 1992 | Lubin                                      | Lech Posen                                 | 4:2                                        | Miedź Legnica                              |                                            |
| 1993 | wegen "Meisteraffäre" nicht ausgetragen    | wegen "Meisteraffäre" nicht ausgetragen    | wegen "Meisteraffäre" nicht ausgetragen    | wegen "Meisteraffäre" nicht ausgetragen    | wegen "Meisteraffäre" nicht ausgetragen    |
| 1994 | Płock                                      | Legia Warschau                             | 6:4                                        | ŁKS Łódź *                                 |                                            |
| 1995 | Rzeszów                                    | Legia Warschau                             | 0:1                                        | GKS Katowice *                             |                                            |
| 1996 | Wodzisław Ślaskie                          | Widzew Łódź                                | 0:0, 5:4 i. E.                             | Ruch Chorzów                               |                                            |
| 1997 | Warschau                                   | Widzew Łódź                                | 1:2                                        | Legia Warschau                             |                                            |
| 1998 | Grodzisk Wlkp.                             | ŁKS Łódź                                   | 0:1                                        | Amica Wronki                               |                                            |
| 1999 | Ostrowiec Święt.                           | Wisła Krakau                               | 0:1                                        | Amica Wronki                               |                                            |
| 2000 | Płock                                      | Polonia Warschau                           | 4:2                                        | Amica Wronki                               |                                            |
| 2001 | Starachowice                               | Wisła Krakau                               | 4:3                                        | Polonia Warschau                           |                                            |
| 2002 | aus finanziellen Gründen nicht ausgetragen | aus finanziellen Gründen nicht ausgetragen | aus finanziellen Gründen nicht ausgetragen | aus finanziellen Gründen nicht ausgetragen | aus finanziellen Gründen nicht ausgetragen |
| 2003 | nicht ausgetragen                          | nicht ausgetragen                          | nicht ausgetragen                          | nicht ausgetragen                          | nicht ausgetragen                          |
| 2004 | Posen                                      | Wisła Krakau                               | 2:2, 1:4 i. E.                             | Lech Posen                                 |                                            |
| 2005 | nicht ausgetragen                          | nicht ausgetragen                          | nicht ausgetragen                          | nicht ausgetragen                          | nicht ausgetragen                          |
| 2006 | Warschau                                   | Legia Warschau                             | 1:2                                        | Wisła Płock                                |                                            |
| 2007 | Lubin                                      | Zagłębie Lubin                             | 1:0                                        | GKS Bełchatów **                           |                                            |
| 2008 | Ostrowiec Święt.                           | Wisła Krakau                               | 1:2                                        | Legia Warschau                             |                                            |
| 2009 | Lubin                                      | Wisła Krakau                               | 1:1, 3:4 i. E.                             | Lech Posen                                 |                                            |
| 2010 | Płock                                      | Lech Posen                                 | 0:1                                        | Jagiellonia Białystok                      |                                            |
| 2011 | nicht ausgetragen                          | nicht ausgetragen                          | nicht ausgetragen                          | nicht ausgetragen                          | nicht ausgetragen                          |
| 2012 | Warschau                                   | Śląsk Wrocław                              | 1:1, 4:2 i. E.                             | Legia Warschau                             |                                            |
| 2013 | nicht ausgetragen                          | nicht ausgetragen                          | nicht ausgetragen                          | nicht ausgetragen                          | nicht ausgetragen                          |
| 2014 | Warschau                                   | Legia Warschau                             | 2:3                                        | Zawisza Bydgoszcz                          |                                            |
| 2015 | Posen                                      | Lech Posen                                 | 3:1                                        | Legia Warschau                             |                                            |
| 2016 | Warschau                                   | Legia Warschau                             | 1:4                                        | Lech Posen *                               |                                            |
| 2017 | Warschau                                   | Legia Warschau                             | 1:1, 3:4 i. E.                             | Arka Gdynia                                |                                            |
| 2018 | Warschau                                   | Legia Warschau                             | 2:3                                        | Arka Gdynia                                |                                            |
| 2019 | Gliwice                                    | Piast Gliwice                              | 1:3                                        | Lechia Gdańsk                              |                                            |
| 2020 | Warschau                                   | Legia Warschau                             | 0:0, 4:5 i. E.                             | KS Cracovia                                |                                            |
| 2021 | Warschau                                   | Legia Warschau                             | 0:0, 3:4 i. E.                             | Raków Częstochowa                          |                                            |
| 2022 | Posen                                      | Lech Posen                                 | 0:2                                        | Raków Częstochowa                          |                                            |
| 2023 | Częstochowa                                | Raków Częstochowa                          | 0:0, 5:6 i. E.                             | Legia Warschau                             |                                            |
| 2024 | Warschau                                   | Jagiellonia Białystok                      | 1:0                                        | Wisła Krakau                               |                                            |
| 2025 | Posen                                      | Lech Posen                                 | 1:2                                        | Legia Warschau                             |                                            |

* Jeweils als Pokalfinalist angetreten.

** Als Vizemeister angetreten.

### Rangliste der Sieger
| Rang | Verein                | Siege | Jahr(e)                            |
| ---- | --------------------- | ----- | ---------------------------------- |
| 1    | Lech Posen            | 6     | 1990, 1992, 2004, 2009, 2015, 2016 |
|      | Legia Warschau        | 6     | 1989, 1994, 1997, 2008, 2023, 2025 |
| 3    | Lechia Gdańsk         | 2     | 1983, 2019                         |
|      | Śląsk Wrocław         | 2     | 1987, 2012                         |
|      | GKS Katowice          | 2     | 1991, 1995                         |
|      | Amica Wronki          | 2     | 1998, 1999                         |
|      | Jagiellonia Białystok | 2     | 2010, 2024                         |
|      | Arka Gdynia           | 2     | 2017, 2018                         |
|      | Raków Częstochowa     | 2     | 2021, 2022                         |
| 10   | Górnik Zabrze         | 1     | 1988                               |
|      | Widzew Łódź           | 1     | 1996                               |
|      | Polonia Warschau      | 1     | 2000                               |
|      | Wisła Krakau          | 1     | 2001                               |
|      | Wisła Płock           | 1     | 2006                               |
|      | Zagłębie Lubin        | 1     | 2007                               |
|      | Zawisza Bydgoszcz     | 1     | 2014                               |
|      | KS Cracovia           | 1     | 2020                               |